# Meroe (Marte)
Meroe  è una caratteristica di albedo della superficie di Marte.